# Christoph Keller (Journalist)
Christoph B. Keller (* 16. Januar 1959 in Zürich) ist ein Schweizer Journalist, Radioreporter und Schriftsteller.

## Biographie
Christoph Keller, aufgewachsen in Lima (Peru) und in Baden (Kanton Aargau), studierte Rechtswissenschaften und Sozialanthropologie und schloss sein Studium 1986 mit dem Lizenziat ab. Er arbeitete zunächst als Jurist, als wissenschaftlicher Assistent am Institut für Völkerrecht der Universität Basel, dann als Journalist bei der WochenZeitung.
Von 1995 bis heute war er zuerst redaktioneller Mitarbeiter, dann regelmässiger Autor beim «Magazin» des Tages-Anzeigers und freier Mitarbeiter bei Schweizer Radio DRS 2; ab Frühjahr 1998 Redakteur im Ressort Gesellschaft bei Schweizer Radio DRS 2. Von 2010 bis 2019 leitete er als Redaktionsleiter das Ressort Kultur und Gesellschaft bei Radio SRF 2 Kultur. Seit 1999 schrieb er zudem Reportagen und Berichte auch für «mare», «politique internationale», «tangram», «Die Zeit» und «GEO», Seine zahlreichen Reportagen berichteten aus Westafrika, vor allem zum Thema Demokratisierung der afrikanischen Gesellschaften sowie über die Schwerpunktthemen nachhaltige Entwicklung und politische Beziehungen in der Dritten Welt, über Europa und die Demokratie und über Bio- und Gentechnologien im gesellschaftlichen und politischen Kontext.
Von 2003 bis 2006 arbeitete er an einem Forschungsprojekt im Rahmen des Nationalen Forschungsprogramms NFP 51 Integration und Ausschluss. Ab 1995 arbeitete er an der «denkbar» in der Kaserne Basel, seither moderiert er regelmässig bei kulturellen Veranstaltungen, an internationalen Kongressen und an Fachtagungen. Von 1998 bis 2000 war er Projektleiter des «café.philo.sophes» in Basel, seit 2003 führt er Medientrainings bei nationalen und internationalen Organisationen durch.
Seit 2001 ist Keller Dozent an der Schweizer Journalistenschule MAZ in Luzern, seit 2010 unterrichtet er ebenfalls an der Zürcher Hochschule der Künste, insbesondere im Fach Kulturpublizistik. Mitinitiant des experimentellen Seminars «Hacking the Discourse», gemeinsam mit Jochen Kiefer und Claudio Bucher.
Seit 2005 ist er auch als Autor und Schriftsteller tätig.
Seit 2014 arbeitet Christoph Keller darüber hinaus schwerpunktmässig zum Thema Klimawandel, Klimakrise und die globale Erwärmung.
2019 Gründung von «podcastlab», einer Plattform zur Produktion von Podcasts, gemeinsam mit weiteren Podcastproduzenten, mit den Schwerpunkten: Gender, Rassismus, Klima, Kultur. Er ist in diesem Rahmen unter anderem Mitbegründer des Podcasts «treibhaus - der klimapodcast», «memleket - stimmen der neuen schweiz», «eins.sieben.drei - der literaturpodcast» und Autor von Podcasts im Auftrag unter anderem des Schweizer Landesmuseums, des Kunsthauses Zürich, der Eidgenössischen Migrationskommission, der Fachstelle für Rassismusbekämpfung des Bundes, 1000 Frauen für den Frieden.

## Publikationen (Auswahl)
- 1995 Der Schädelvermesser. Otto Schlaginhaufen, Anthropologe und Rassenhygieniker. Eine biographische Reportage, Limmat Verlag, Zürich.
- 1996 Schichtwechsel. Eine experimentelle Reportage über das Arbeitsleben in der Schweiz (mit Thomas Göttin u. a.), Rotpunktverlag, Zürich.
- 1998 Ob es den reinrassigen Schweizer gebe, in: Die Erfindung der Schweiz 1848–1998, Ausstellungskatalog, Zürich.
- 1999 Der Tod – ein Fall für die Akademie, in: Last minute. Ein Buch zum Sterben und Tod, Stapferhaus, Lenzburg
- 2003 Building Bodies. Der Mensch im biotechnischen Zeitalter, Limmat Verlag, Zürich
- 2004 Wir Cyborgs (Leitartikel) in: Body Extensions, Ausstellungskatalog des Museums Bellerive, Zürich
- 2005 Die Neverager kommen (Leitartikel), in: Ganz schön alt, Ausstellungskatalog Museum.BL, Liestal
- 2007 Alamor drei Tage, Roman, Limmat Verlag, Zürich
- 2013 Übers Meer, Roman, Rotpunktverlag, Zürich.
- 2017 Hotel Galaxy, Roman, brotsuppe Verlag, Biel
- 2019 Benzin aus Luft - Eine Reise in die Klimazukunft. Reportagen und Essays
- 2023 Afrika fluten, Roman, Rotpunktverlag, Zürich

## Auszeichnungen
- 1991 Zürcher Journalistenpreis für die Reportage «Angelo P. – der Tod eines Junkies», WOZ.
- 1997 Nomination für den Egon Erwin Kisch-Preis mit der Reportage «Der Freigeist», ein Portrait des Anarchisten Daniel Bloch, DAS MAGAZIN.
- 1998 Zürcher Journalistenpreis für die Reportage «Der afrikanische Freund – Mobutu Sese Seko und die Schweiz», DAS MAGAZIN.
- 1998 Medienpreis (Stipendium) der Christoph-Eckenstein-Stiftung für eine Reportage über die Demokratisierung in Mali, PASSAGE 2 SRDRS2.
- 2000 Prix Europa, zweiter Platz in der Kategorie Current Affairs für die Radioreportage «Die Gelder von Sani Abacha in der Schweiz», KONTEXT SRDRS2.
- 2001 Von Roll Award für die Reportage «Shell – das Ende eines Feindbildes», DAS MAGAZIN.
- 2002 Literaturstipendium des Literaturfonds beider Basel für das Buchprojekt «Alamor. Drei Tage»
- 2003 Einladung an die Solothurner Literaturtage, Lesung im Landhaussaal
- 2003 Genehmigung eines dreijährigen Forschungsprojekts im Rahmen des NFP 51 «Integration und Ausschluss»
- 2007 Förderpreis der UBS-Kulturstiftung für das publizistische und literarische Schaffen
- 2008 Preisgabe Schweizer Radio DRS für das Feature «Müller oder die Erfindung der Normalität»
- 2005 Fördergabe des Literaturausschusses beider Basel für «Alamor drei Tage»
- 2010 Fördergabe des Literaturausschusses beider Basel für «Übers Meer»
- 2015 Nomination für den CIVIS-Preis, gemeinsam mit Jan Tussing
- 2015 Fördergabe des Literaturausschusses beider Basel für «Hotel Galaxy»
- 2021 Fördergabe des Literaturausschusses beider Basel für «Gibraltar. Ein Zwischenbericht» (in Arbeit)

## Public Affairs
- 1988 Gründung des Basler Appells, gemeinsam mit Florianne Koechlin und anderen;
- 2003 Mitglied der Science Talks der Schweizerischen Akademie der medizinischen Wissenschaften, SAMW;
- 2005 Berufung in die Strategiegruppe KULTUR an der Universität Basel;
- 2006 Wahl in den Vorstand des Fördervereins Menschenrechtsinstitution Schweiz;
- 2007 Postkartenaktion und Website «runter-mit-co2.ch»
- 2010 Gründung von wettstein21, eine Bürgerinitiative für ein nachhaltiges Wettsteinquartier
- 2019 Stiftungsrat von culturescapes, Basel
- 2019 Mitbegründer der Initiative «Basel 2030», die fordert, dass der Kanton Basel-Stadt bis 2030 seine Treibhausgasemissionen auf netto null senkt
- 2020 Mitbegründer der «Neuen Schweizer Medienmacher:innen» NCHM*
- 2020 Mitinitiant des Quartierlabors Wettstein in Basel